# Mount Victoria (Wellington)

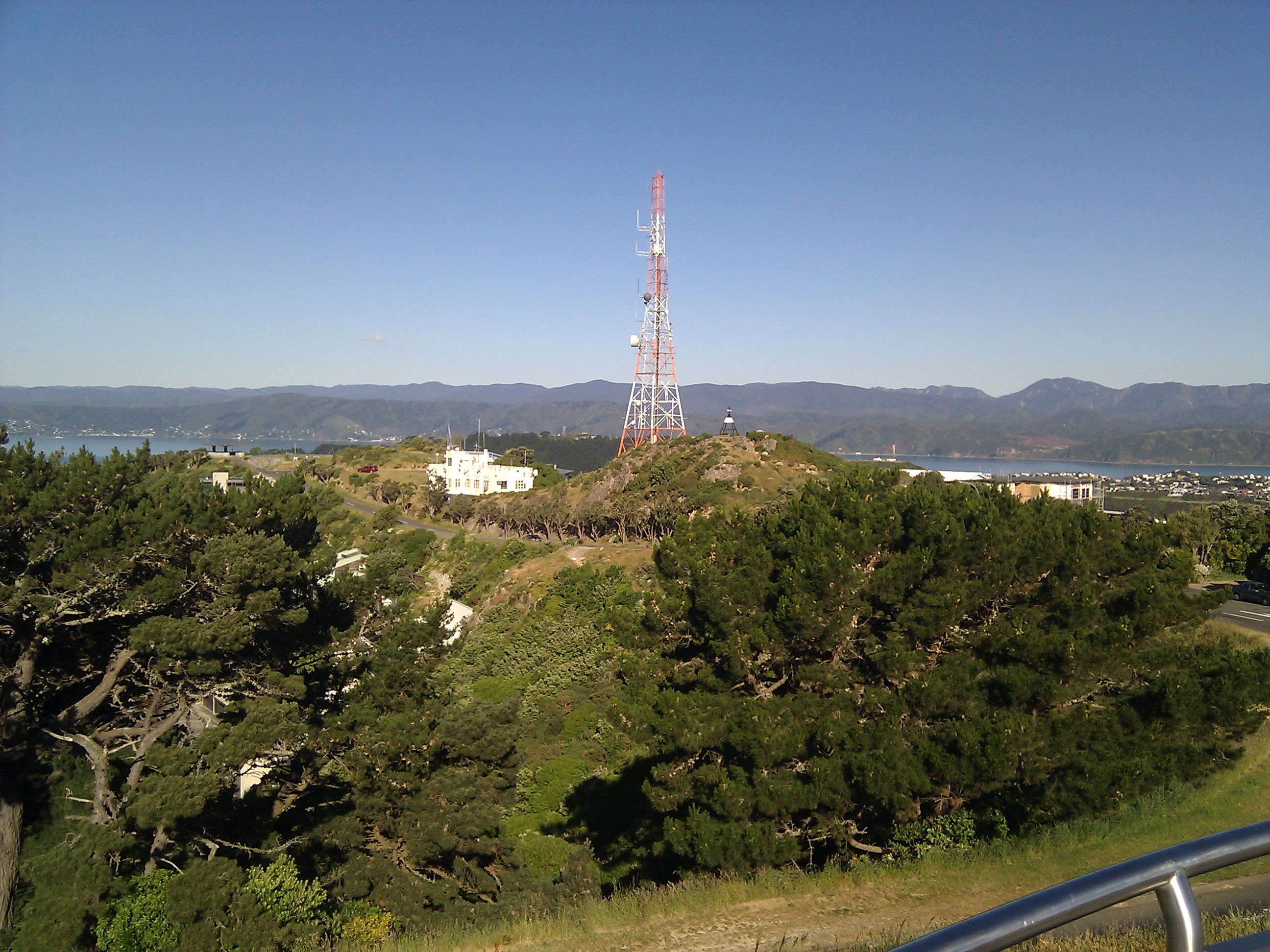
Sendemast am Gipfel des Mount Victoria

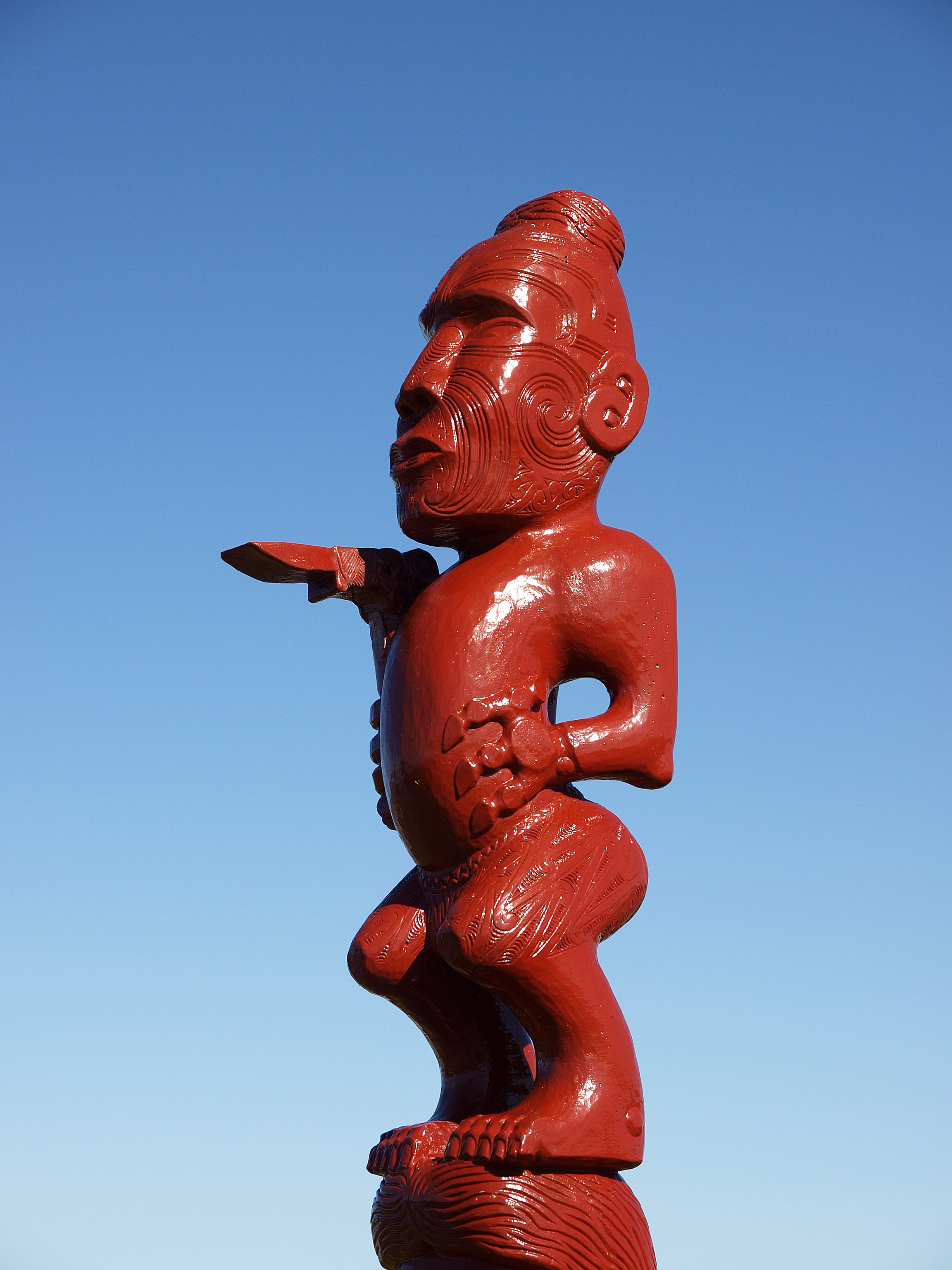
Māori-Skulptur auf dem Mount Victoria

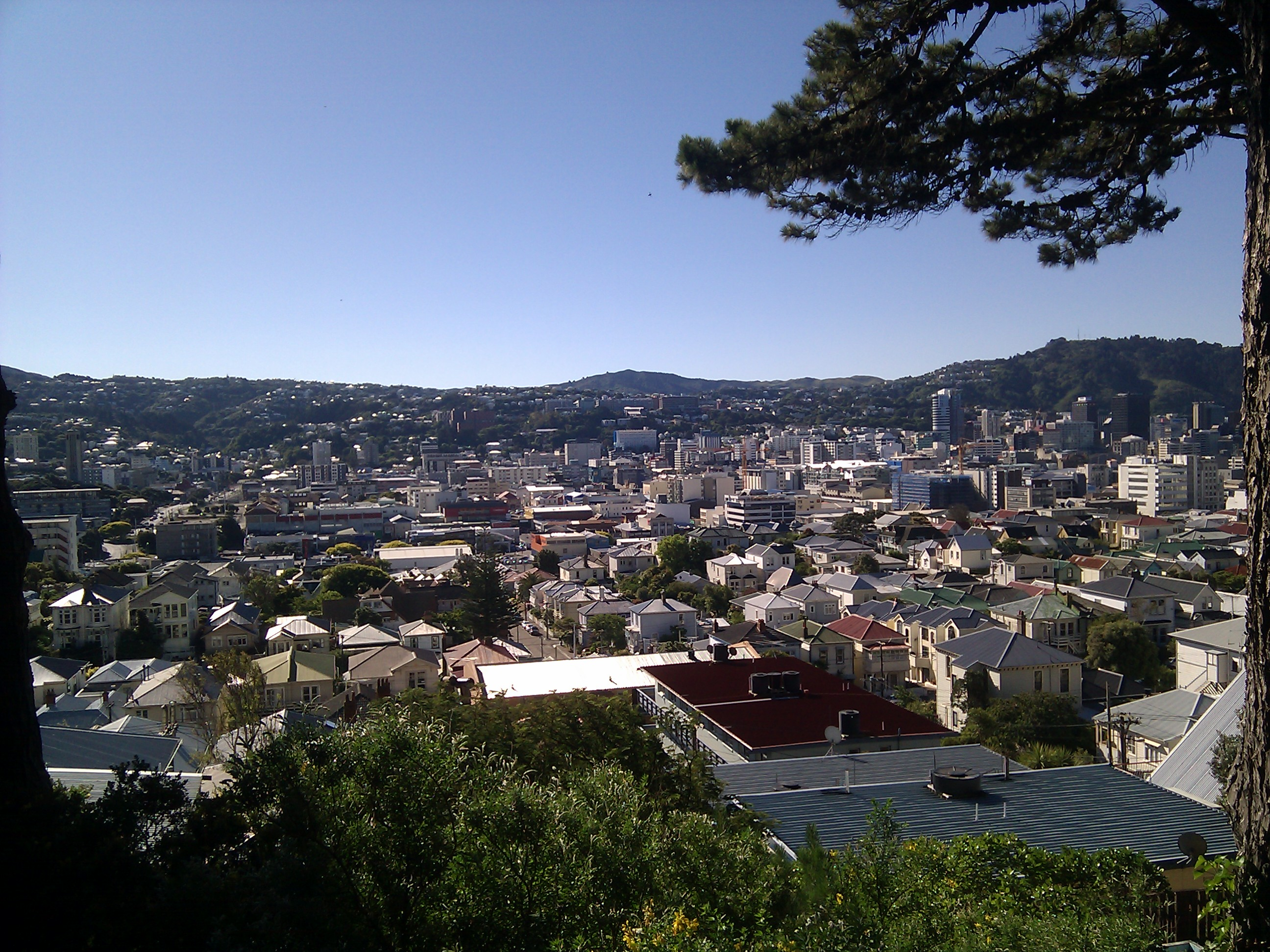
Blick auf den Stadtteil Mount Victoria

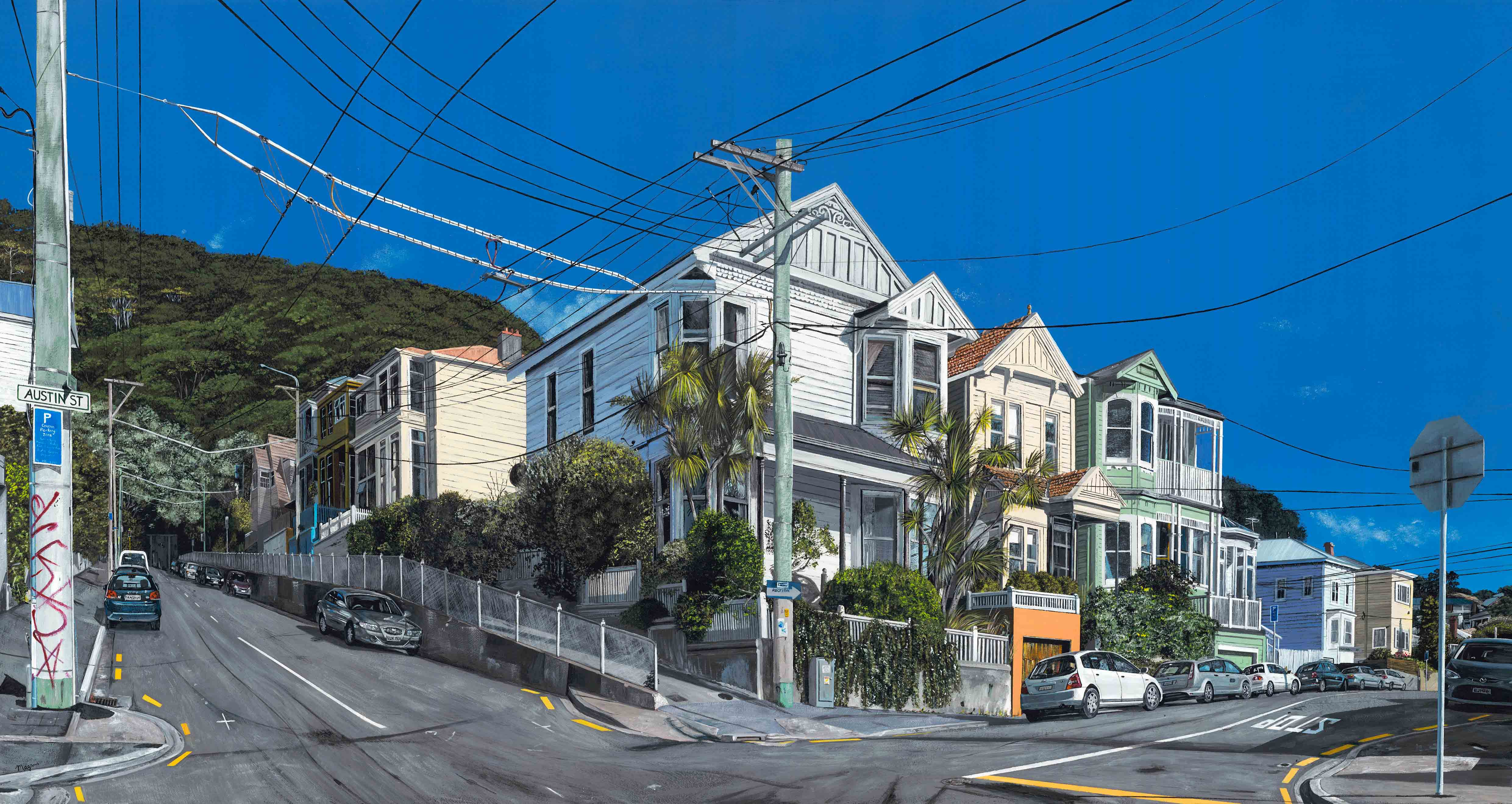
Wohngebiet am Fuße des Mount Victoria

Mount Victoria ist sowohl ein markanter Hügel östlich des Zentrums von Wellington in Neuseeland, von den Māori Matairangi genannt, als auch ein in seiner Nähe gelegener Stadtteil von Wellington.

## Hügel
Der bis zu 196 m hohe Hügel befindet sich östlich des Stadtzentrums von Wellington und erstreckt sich vom Wellington Harbour in südlicher Richtung. Er bildet zusammen mit dem südlich liegenden 178 m hohen Mount Albert den sogenannten Town Belt zwischen den Stadtteilen Mount Victoria im Westen und Hataitai im Osten. Der Mount Victoria ist mit dem Auto zu erreichen. Vom Parkplatz aus führt ein Weg zu der Aussichtsplattform, von der aus das gesamte Stadtgebiet von Wellington, den Wellington Harbour und seinen umgebenden Bergen, wie den Remutaka Range, zu sehen ist. Auf der Plattform  befinden sich einige Schau- und Info-Tafeln, die etwas über die Geschichte der Stadt und der Gegend sowie den geologischen Bedingungen vor Ort erklären. Eine von Māori geschaffene Skulptur weist auf die Bedeutung des Hügels für die Māori hin und die Byrd Sculpture auf den Antarktikforscher Richard Evelyn Byrd . Direkt neben dem höchsten Punkt des Hügels befindet sich ein Sendemast für die Fernseh- und Telekommunikation.
Durch den Berg führen zwei Straßentunnel, die die beiden Stadtteile im Westen und Osten miteinander verbinden und an der Nordwestflanke des Hügels liegt zur Oriental Bay hin die weithin sichtbare 1908 im neogotischen Stil erbaute katholische Kirche St Gerard's sowie das 1931 errichtete Kloster.

## Stadtteil
Der Stadtteil Mount Victoria, der administrativ zum Lambton Ward gehört und aus Wohn- und Geschäftsvierteln besteht, befindet sich an der Westseite der oben beschriebenen Hügelkette. Er grenzt im Norden an den Wellington Harbour sowie dem Stadtteil Oriental Bay, im Westen an den Stadtteil Te Aro und im Süden an Newtown. Zwei parallel verlaufenden Hauptverkehrsstraßen verlaufen in Nord-Süd-Richtung durch den Stadtteil und trennen ihn in zwei Hälften, dem westlichen, mehr geschäftsorientierten Teil und den östlichen Teil mit mehr Wohnbebauung.
Einige Hotels, das Embassy Theatre, zwei Bowling Clubs und die Clyde Quay School befinden sich direkt im Stadtteil und das Wellington College und das Wellington East Girls College sind im Süden, angrenzend zum Stadtteil Newtown zu finden. Der New Zealand State Highway 1, der quer durch Wellington führt und am Wellington International Airport endet, verläuft südlich durch den Stadtteil und verbindet Mount Victoria auf der einen Seite mit der City und auf der anderen südlichen und südöstlichen Seite mit dem Flughafen, der Evans Bay und der Miramar Peninsula.